# Myrcia lanuginosa
Myrcia lanuginosa är en myrtenväxtart som beskrevs av Otto Karl Berg. Myrcia lanuginosa ingår i släktet Myrcia och familjen myrtenväxter. Inga underarter finns listade i Catalogue of Life.